# ماتژ ماوریک
ماتژ ماوریک (انگلیسی: Matej Mavrič؛ زادهٔ ۲۹ ژانویهٔ ۱۹۷۹) یک بازیکن فوتبال اهل اسلوونی است.
وی همچنین در تیم ملی فوتبال اسلوونی بازی کرده‌است.